# العلاقات بين فرنسا وآسيا

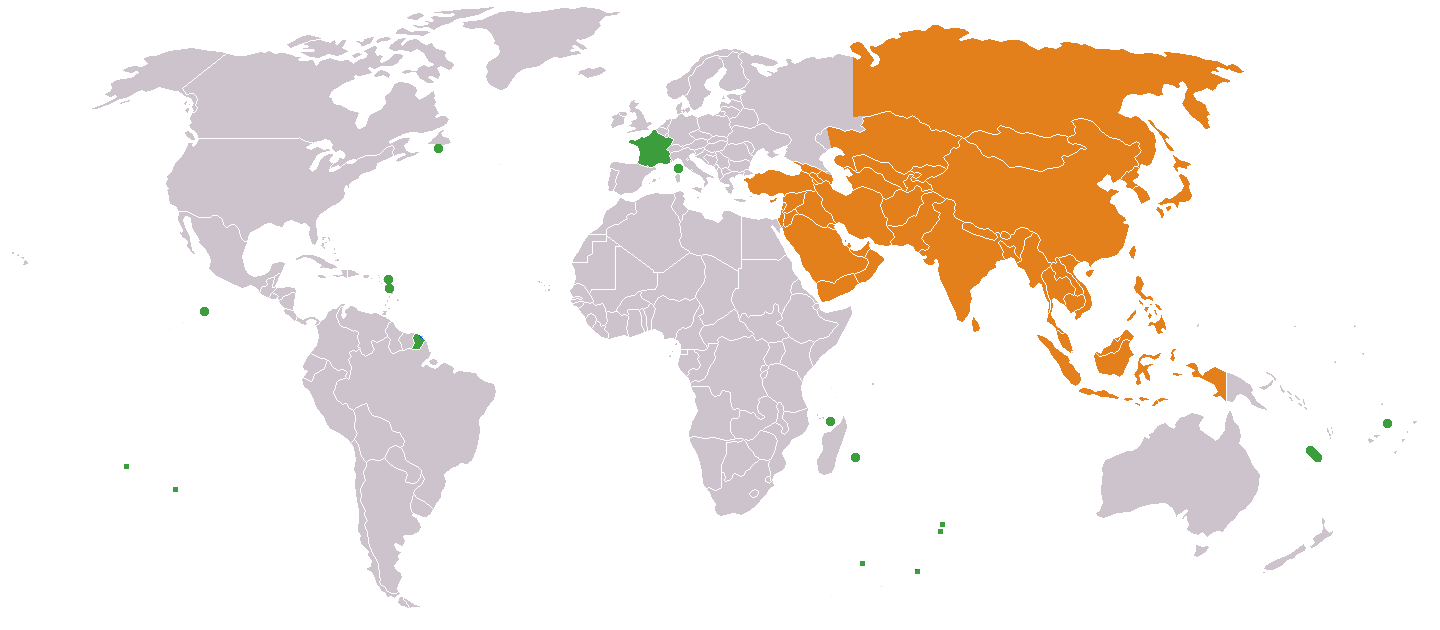
ترجع العلاقات بين فرنسا وآسيا لأكثر من ألفي عام.

تعود العلاقات بين فرنسا وآسيا إلى أكثر من ألفي سنة، بدءًا من القرن السادس قبل الميلاد، مع تأسيس الإغريق لمارسيليا، انطلاقًا من مناطق سيطرتهم في آسيا الصغرى، واستمرت مع الغزوات الغاليّة لآسيا الصغرى، التي مهدت لتأسيس مملكة غلاطية، والغزوات الصليبية التي مهدت لتأسيس الدول الصليبية. كان لفرنسا، ابتداءًا من هذه التفاعلات الباكرة، تاريخ ثري من الاتصالات مع القارة الآسيوية.

## العصور القديمة

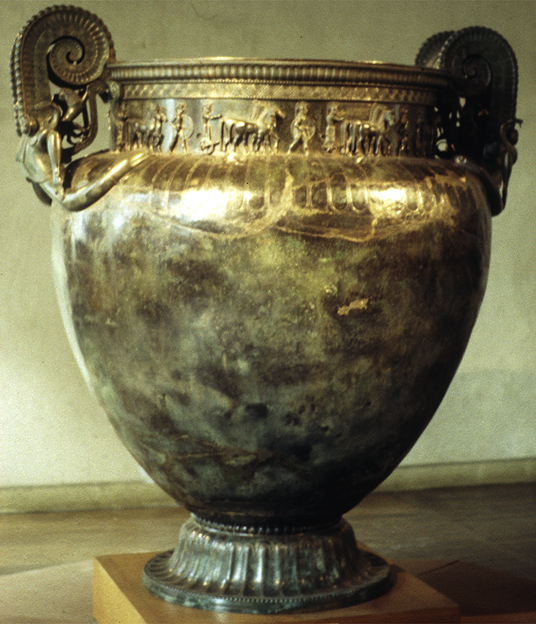
مزهرية فيكس (Vix Krater): تحفة برونزية استثنائية من العصر الحديدي بزخارف دقيقة وتصميم فريد

وُجد الفينيقيون في العصور القديمة حول مدينة مرسيليا جنوبي فرنسا، إذ عُثر على بعض النقوش الفينيقية هناك.
تأسست مرسيليا، أقدم المدن الفرنسية، بشكلٍ رسمي في عام 600 قبل الميلاد، من قبل اليونانيين، انطلاقًا من مدينة بوكايا الواقعة في آسيا الصغرى (وفقًا لكتاب المؤرخ الإغريقي، ثوسيديديس، إضافة إلى كتب كل من سترابو، وأثينايوس، وجاستين) كميناء تجاري باسم مارسيليا (باليونانية: Μασσαλία). كان الإغريق الشرقيون، الذين عاشوا على الشواطئ الجنوبية لفرنسا، على علاقة وثيقة مع السكان الكلتيين في فرنسا. تأثرت المناطق الواقعة على طول وادي نهر الرون بالثقافة اليونانية بشكل كبير، خصوصًا بالفن اليوناني. أصبحت منطقة فيكس الواقعة في إقليم بورغندي الفرنسي مركزًا تجاريًا نشطًا بين الإغريق والسكان الأصليين، الأمر الذي يشهد عليه اكتشاف العديد من القطع الأثرية اليونانية في فيكس، التي تعود بتاريخها إلى تلك الحقبة التاريخية.
دُمرت العاصمة فوكايا في نهاية المطاف من قبل الفرس في عام 545 قبل الميلاد، ما عزز من نزوح سكان تلك المنطقة وأدى إلى استقرارهم في العديد من المواقع غرب البحر الأبيض المتوسط واستيطانهم لها. اختلط السكان، وأصبحوا نصف يونانيين، ونصف أصليين. تنوعت الروابط التجارية بشكل واسع، واشتملت على التوابل والقمح والعبيد، إضافة إلى استيراد القصدير إلى مرسيليا برًا من مقاطعة كورنوال الإنجليزية. سمح القانون في المستوطنات اليونانية بالتفاعل الثقافي بين الإغريق والكلت، وساعد، على وجه الخصوص، في تطوير أسلوب حياة حضري في الأراضي الكلتية، وفي تطوير طرقٍ للتواصل مع المناهج اليونانية المتطورة، وكذلك التجارة المنتظمة بين الشرق والغرب.
تراجعت التجارة البرية مع الدول الكلتية قرابة العام 500 قبل الميلاد، مع ظهور العديد من المشاكل التي نتجت عن انهيار حضارة هالستات.
بسبب الضغط الديموغرافي، غادر السينونيون والإغريق عام 390 قبل الميلاد وسطَ فرنسا بهدف غزو روما، في معركة قادها برينوس وأُطلق عليها «معركة أليا». استمر التوسع نحو الشرق، وصولًا إلى بحر إيجة، مع هجرة أعداد ضخمة من الغاليين الشرقيين من منطقة تراقيا، الواقعة شمال اليونان، في عام 281 قبل الميلاد مع الغزو الغالي للبلقان، الأمر الذي كان إيجابيًا بالنسبة لنظام الحكم المضطرب لملوك طوائف الإسكندر الذي جاء بعد وفاة الإسكندر الأكبر.
عبر جزء من القوات الغازية إلى الأناضول واستقر في نهاية الأمر في المنطقة التي حملت غلاطية التي سميت على اسمهم. جاء الغزاة، بقيادة ليونوريوس ولوتاريوس، بدعوة من نيكوميديس الأول البيثيني، الذي طلب المساعدة في صراع أسري ضد أخيه زيبويتيس الثاني. وصل عدد أفراد القوات الغازية إلى حوالي 10 آلاف مقاتل، ونفس العدد تقريبًا من النساء والأطفال، مقسمين على ثلاثة قبائل، تروكمي، تولستواجي، وتيكتوساجي (من منطقة تولوز جنوبي فرنسا). تمكن الملك السلوقي أنطيوخوس الأول من هزيمة القوات الغازية في معركة تفاجأ فيها الكلتيون بالقدرات العسكرية للسلوقيين وخصوصًا بالفيلة الحربية. لم تتعرض القوات الغلاطية الغازية للإبادة بشكل كامل، على الرغم من كسر شوكتها. أدت الهجرة بدلًا من ذلك، إلى إنشاء منطقة كلتية في وسط الأناضول، تضمن الجزء الشرقي من إقليم فريجيا، التي عُرفت فيما بعد باسم غلاطية. استقرت القبائل في تلك المنطقة، وانضم إليها بعض الوافدين الجدد من نفس أبناء القبيلة من أوروبا، احتلوا بعدها منطقة بيثينيا، واعتمدوا في معيشتهم على نهب الدول المجاورة.
في عام 189 قبل الميلاد، أرسلت روما نايوس مانليوس فولسو، في حملة ضد غلاطية. تمكنت روما من السيطرة على غلاطية وحكمتها، من خلال الحكام الإقليميين، ابتداءً من عام 189 قبل الميلاد فصاعدًا.
دخلت الديانة المسيحية، بعد ظهورها في الشرق الأدنى من آسيا، بشكل تقليدي، إلى فرنسا من قبل كل من مريم أخت لعازر ومارثا والقديس لعازر وبعض الصحابة الآخرين الذين طُردوا من الديار المقدسة. اجتازوا البحر الأبيض المتوسط بقارب هش دون دفة أو سارية، ونزلوا في مدينة سانت ماري دو لا مير جنوب فرنسا بالقرب من مدينة آرل في سنة 40 ميلادية. تصنف التقاليد في منطقة بروفنس لعازر على أنه أول أسقف لمرسيليا، في حين تدعي الروايات خروج مارثا لترويض وحش مخيف في منطقة تاراسكون القريبة. زار الحجاج أضرحتهم في دير فيزلي في بورغوندي. يُقال بأن تميمة دير الثالوث في بلدة فوندوم الفرنسية تحوي دمعة ذرفها المسيح على قبر لعازر. خصصت كاتدرائية بلدة أوتون، بالقرب من دير الثالوث، للعازر، وحملت اسم «كاتدرائية القديس لعازر».
يعود تاريخ أولى الوثائق المكتوبة للمسيحيين في فرنسا إلى القرن الثاني، وذلك من خلال شرح إيرينيؤس التفصيلي لوفاة بوثينوس أسقف مدينة لاغدينوم، (التي تُعرف اليوم بـ «ليون»)، البالغ من العمر تسعين عامًا، إضافة إلى شهداء آخرين تعرضوا للاضهاد في ليون.
في عام 496، عمّد القديسُ ريميجيوس كلوفيسَ الأول، الذي تحول من الوثنية إلى الكاثوليكية. أصبح كلوفيس الأول -الذي يُعتبر مؤسس دولة فرنسا-حليفًا وحاميًا للبابوية ولرعاياه الكاثوليكيين.
في بداية القرن الخامس الميلادي، استقرت قبائل آسيوية بدوية مختلفة من أصول إيرانية، وخاصة السارماتيون والطايفليون، في بلاد الغال، بصفتهم مزارعين مستأجرين من قبل الرومانيين. استقرت هذه القبائل في أقاليم آكيتانيا (أقطانيا) وبواتو، التي أطلق عليها في القرن السادس اسم طايفاليا تيمنًا بهم. استقر أيضًا بعض السارماتيين في مناطق روديز فيلاي.
وقع الألان (الرعاة الإيرانيون) -الذين تحالفوا مع القوط الغربيين وتقاسموا الأراضي معهم، بدءًا من عام 414 ميلادي- اتفاقيةً مع الرومان سمحت لهم بالاستقرار في المنطقة الواقعة بين مدينة تولوز والبحر الأبيض المتوسط، وكان لهم دور دفاعي في صد هجمات القوط الغربيين القادمين من إسبانيا.
وضع الجنرال الروماني -فلافيوس أيتيوس- الألان في بلاد الغال لأغراض عسكرية، إذ استقروا في بادئ الأمر في منطقة فالانس في عام 440 ميلادي بهدف السيطرة على الوادي الأدنى لنهر إيزري، فيما استوطنوا، عام 442، في المنطقة المحيطة بمدينة أوليانش، في خطوة فُهمت على أنّها محاولة لمواجهة عصابات القرويين المتمردين الأرموريكيين. سميت بعض البلدات في تلك المنطقة على اسمهم كألاينس، وألانفيل.
في عام 450 ميلادي، أعلن أتيلا الهوني عن نيته مهاجمة مملكة القوط الغربيين في تولوز، وتحالف مع الإمبراطور فالنتينيان الثالث لهذا الغرض. جمع أتيلا الهوني أتباعه من الغبيديين والقوط الشرقيين والروجيين والسكيريين والهيروليين والثورنغيين والبرغنديين وآخرين وبدأ مسيرته باتجاه الغرب. وصل تيلا الهوني في عام 451 إلى بلجيكا بجيش قدّر المؤرخ القوطي يوردانس عدده بنصف مليون مقاتل قوي. يعتقد المؤرخ البريطاني، جون بانيل بيوري، بأن هدف أتيلا من وراء تحركه نحو الغرب، كان توسعة مملكته –التي كانت الأقوى في القارة العجوز- عبر بلاد الغال إلى المحيط الأطلسي. استولى أتيلا في 7 أبريل على مدينة متز، ويُقال بأن القديسة جينيفيف تمكنت من إنقاذ باريس من غزو أتيلا.
تحالف الرومان، تحت حكم الجنرال فلافيوس أيتيوس، مع قوات من الفرنجة والبرغنديين والكلت والقوط والألان، وتمكنوا في نهاية الأمر من وقف تقدم شعب الهون في معركة السهول الكاتالونية.